# Вітка (річка)
Ві́тка — річка в Житомирській області України. Ліва притока річки Жерев. 
Протяжність близько 26 км. Абсолютна відмітка висоти дзеркала води в місці впадіння — близько 178 м над рівнем моря. 
Свій витік бере із заболоченої місцевості поблизу села Возлякове Овруцького району. Протікає переважною довжиною лісовим ландшафтом, а також східною околицею села Топільня й через населені пункти Запілля і Жеревці. Вітка впадає в річку Жерев на південь від села Рудня-Жеревці.